# Upside Foods
Upside Foods, Inc. (zuvor Memphis Meats, Inc.) ist ein Forschungsunternehmen mit Sitz in Berkeley, Kalifornien, das sich zum Ziel gesetzt hat, kultiviertes Fleisch zu züchten und kommerziell zu vertreiben. Das Unternehmen plant die Herstellung verschiedener Fleischprodukte mit Hilfe der Biotechnologie.

## Geschichte
Das Unternehmen wurde 2015 von Uma Valeti, Nicholas Genovese und Will Clem gegründet. Valeti war Kardiologe und Professor an der Universität von Minnesota und forschte davor mehr als 10 Jahre lang an der Technologie zur künstlichen Fleischerzeugung. Im Februar 2016 veröffentlichte Memphis Meats ein Video mit einer kultivierten Frikadelle, und im März 2017 veröffentlichte das Unternehmen ein Video mit kultivierten Hühner- und Entengerichten.
Im August 2017 gab Memphis Meats bekannt, dass das Unternehmen eine Serie-A-Finanzierungsrunde in Höhe von 17 Millionen US-Dollar abgeschlossen hat. Die Runde wurde von Draper Fisher Jurvetson geleitet und umfasste auch Investitionen von Bill Gates, Richard Branson, Suzy und Jack Welch, Cargill, Kimbal Musk und Atomico.
Im Januar 2020 nahm Memphis Meats eine Serie B in Höhe von 161 Millionen US-Dollar auf. Die Runde wurde von der Softbank, Norwest Venture Partners und Temasek angeführt. Außerdem beteiligten sich neue und bestehende Investoren wie Richard Branson, Bill Gates, Threshold Ventures, Cargill, Tyson Foods, Finistere, Future Ventures, Kimbal Musk, Fifty Years und CPT Capital an der Runde. Memphis Meats geht davon aus, die Mittel für den Bau einer Pilotproduktionsanlage zu verwenden und die Markteinführung seiner Produkte voranzutreiben.
Im Mai 2021 nannte sich das Unternehmen in Upside Foods um.